# Cobanus perditus
Cobanus perditus là một loài nhện trong họ Salticidae.
Loài này thuộc chi Cobanus. Cobanus perditus được Richard C. Banks miêu tả năm 1898.